# Аде (Горњи Пиринеји)
Аде (фр. Adé) насеље је и општина у јужној Француској у региону Миди Пирене, у департману Горњи Пиринеји која припада префектури Аржеле Газо.
По подацима из 2011. године у општини је живело 748 становника, а густина насељености је износила 103,31 становника/km². Општина се простире на површини од 7,24 km². Налази се на средњој надморској висини од 428 метара (максималној 583 m, а минималној 382 m).

## Демографија
| 1962. | 1968. | 1975. | 1982. | 1990. | 1999. | 2011. |
| ----- | ----- | ----- | ----- | ----- | ----- | ----- |
| 394   | 445   | 465   | 514   | 637   | 674   | 748   |

График промене броја становника у току последњих година